# Odeon Agryppy

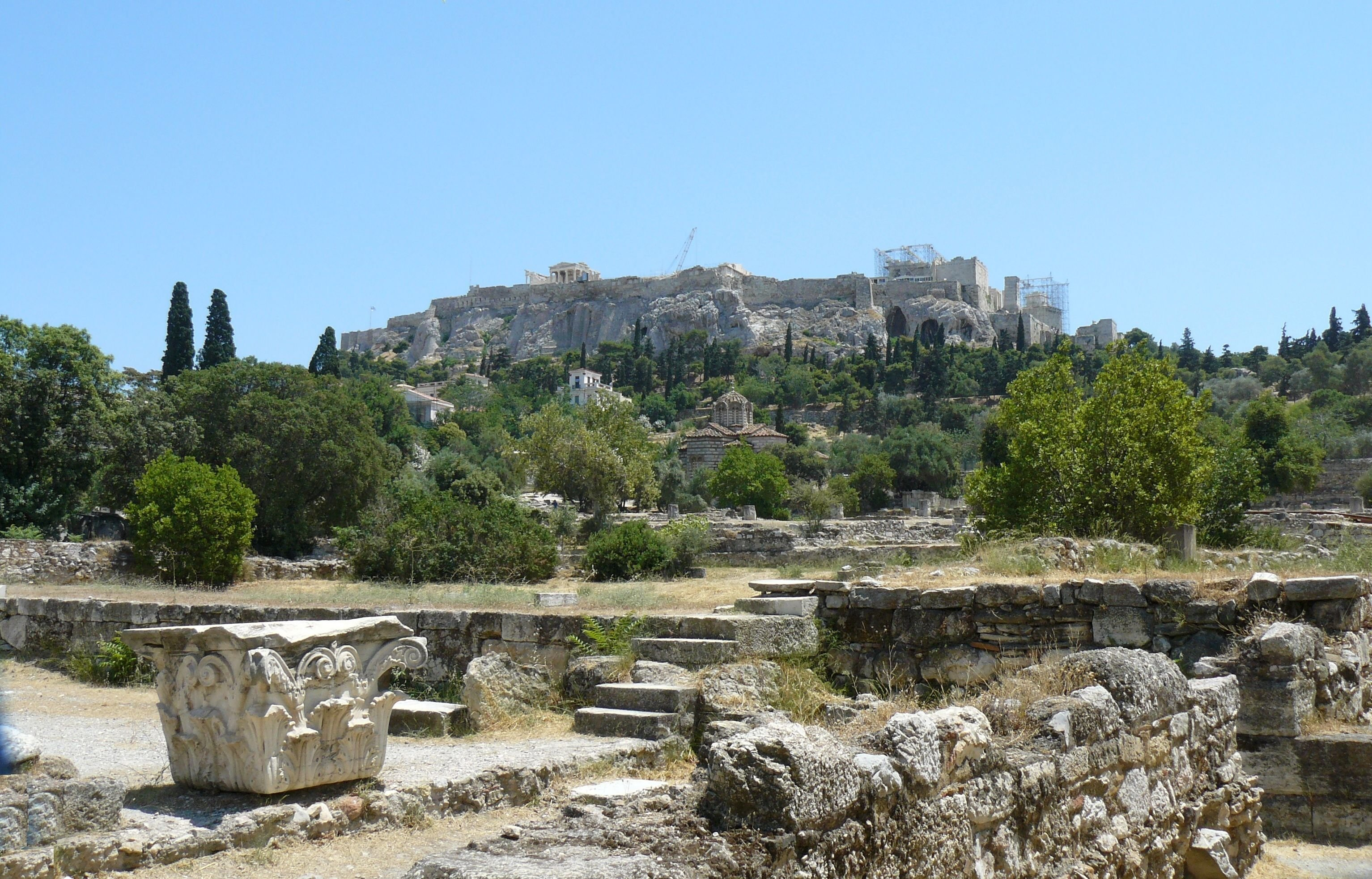
Ogólny widok na pozostałości po Odeonie Agryppy, w tle – wzgórze Akropolu

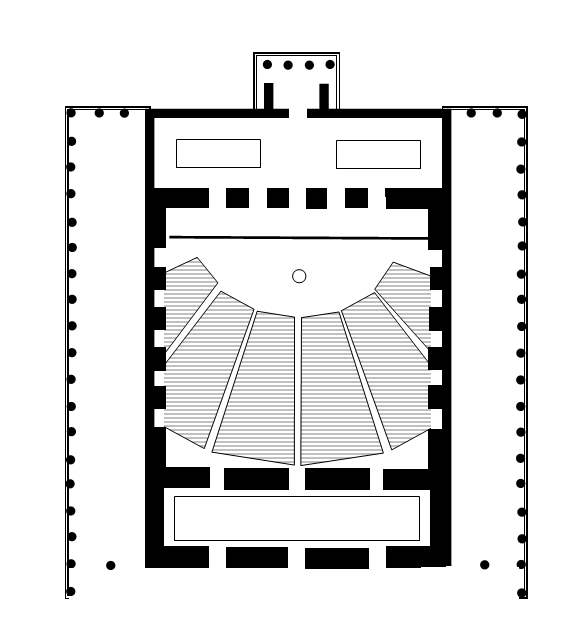
Plan Odeonu Agryppy

Odeon Agryppy, Agryppejon – odeon wybudowany w 15 p.n.e. na Agorze ateńskiej przez Marka Agryppę jako dar dla ludu ateńskiego.
Służył jako sala wykładowa, koncertowa i teatralna. Powstał na niezabudowanym wcześniej placu w centrum agory. Był dwupoziomowym budynkiem przykrytym dachem o długości każdego boku wynoszącej 25 m, przy czym cały kompleks miał wymiary 51,4 m x 43,2 m. W środku znajdowała się, wykładana marmurem, orchestra wraz z podnoszoną sceną i widownia z 19 rzędami ławek na 1000 osób umieszczona na planie półokręgu. Główne wejście znajdowało się od strony północnej i było ozdobione portykiem z antami oraz czterema kolumnami od frontu. Przeznaczone było dla wykonawców i notabli. Dodatkowe wejście znajdowało się od strony południowej i tym wejściem wchodzili zwykli widzowie. Wokół pomieszczeń teatralnych biegł kryptoportyk z kolumnami korynckimi. Prawie zupełnie brakowało dekoracji rzeźbiarskiej.
Po zawaleniu się dachu w połowie II wieku n.e. odeon przebudowano. Widownię została zmniejszona do 500 miejsc, w portyku wejściowym wspomniane cztery kolumny stojące od frontu zamieniono na sześć nadnaturalnej wielkości posągów 3 gigantów (z ogonami węży) i 3 trytonów (z ogonami ryb). Wokół Odeonu z biegiem czasu ustawiono także wiele innych posągów i pomników.
Odeon został ostatecznie zniszczony podczas najazdu Herulów w 267.
W V wieku na miejscu odeonu powstał duży kompleks z licznymi pokojami o ścianach ceglano-kamiennych. Przeznaczenie jego nie jest do końca jasne. Kompleks ten określa się mianem gimnazjonu, ale mógł to być także luksusowy pałacyk gubernatora Aten. W jego konstrukcji wykorzystano cztery z wielkich posągów gigantów i trytonów, stojących niegdyś przy wejściu do odeonu. Pozostały one w tym samym miejscu do czasów współczesnych.

## Galeria

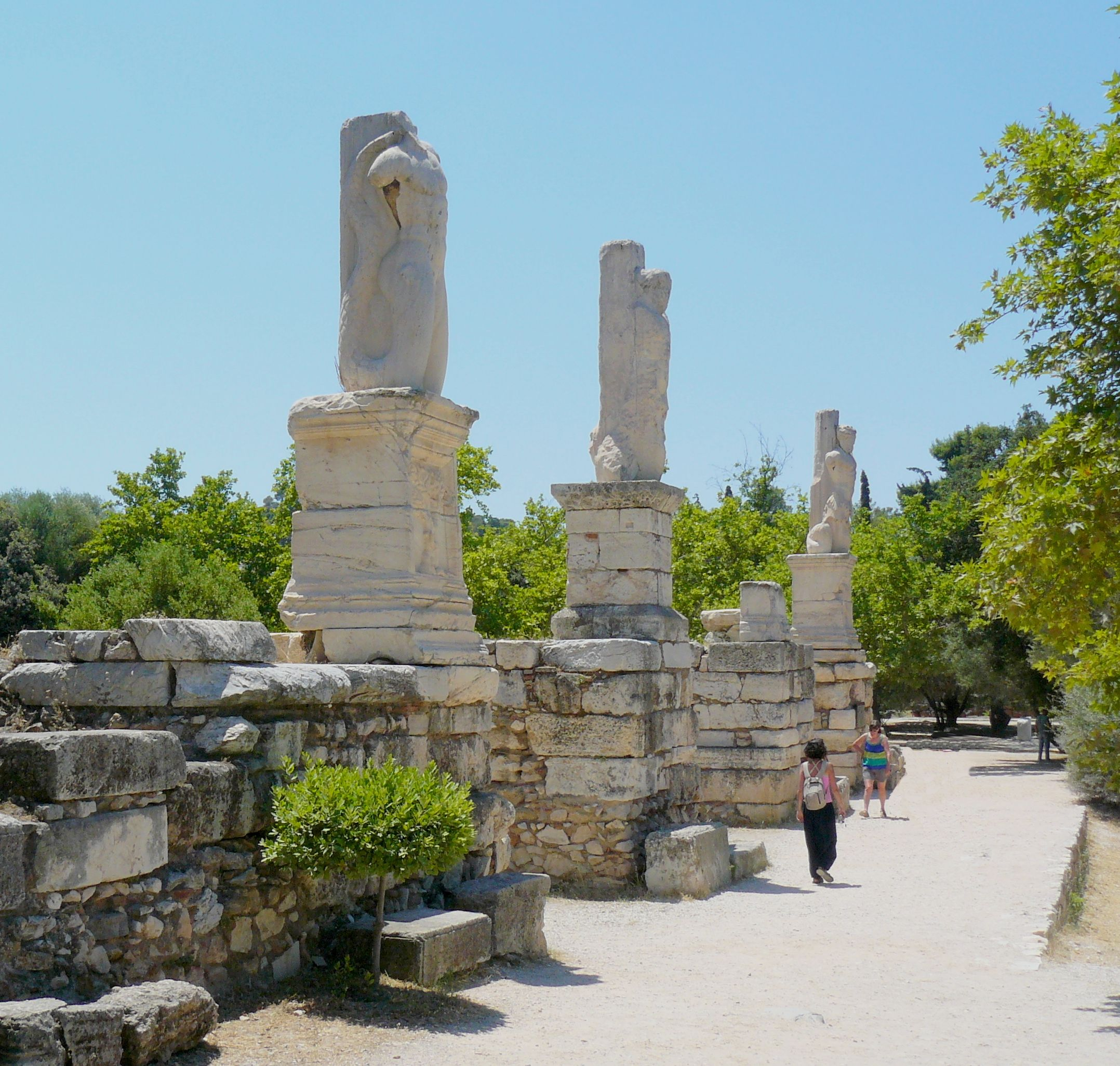
Fronton Odeonu Agryppy, widok współczesny
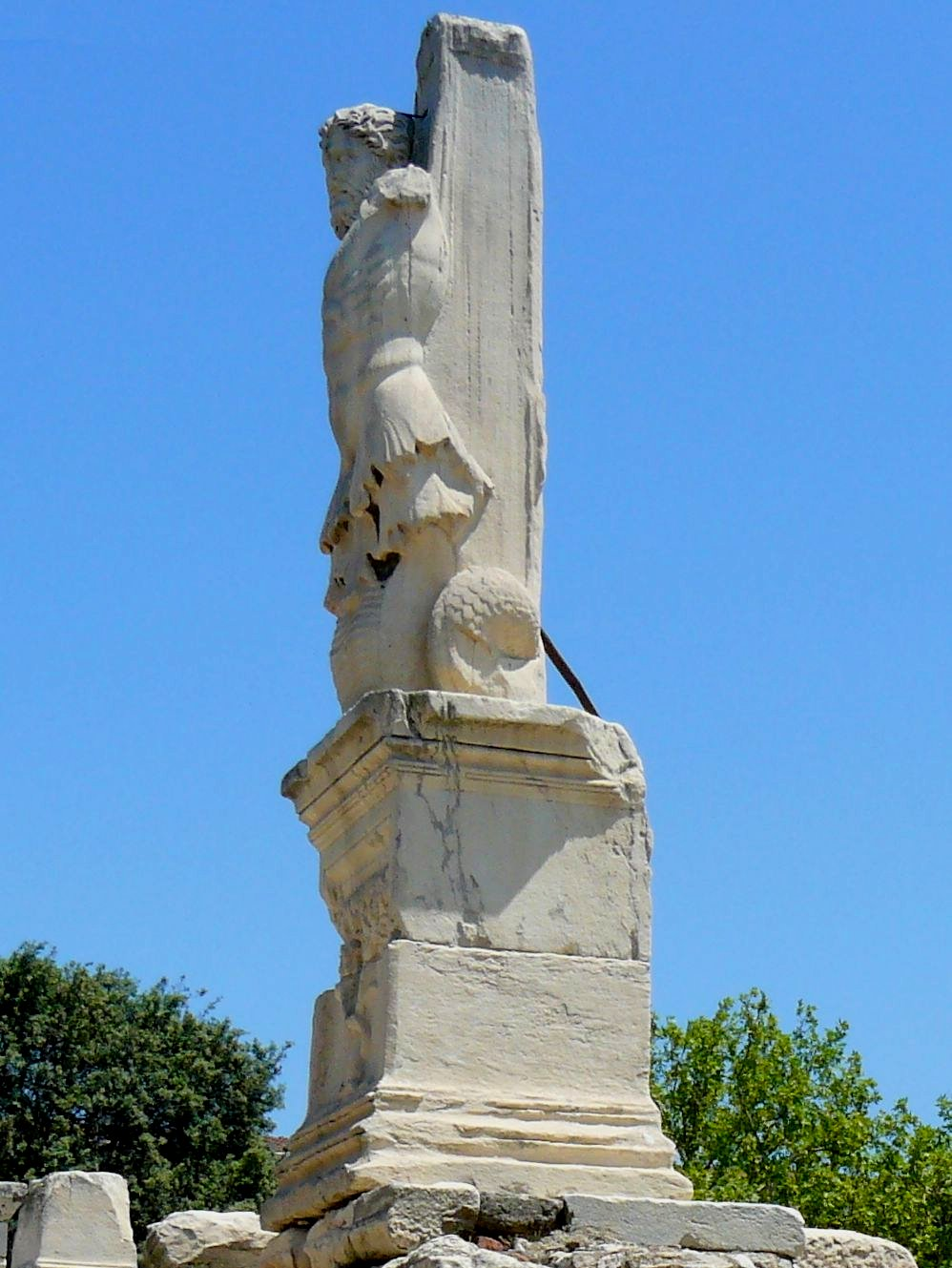
Posągi zdobiące wejście do odeonu: tryton ...
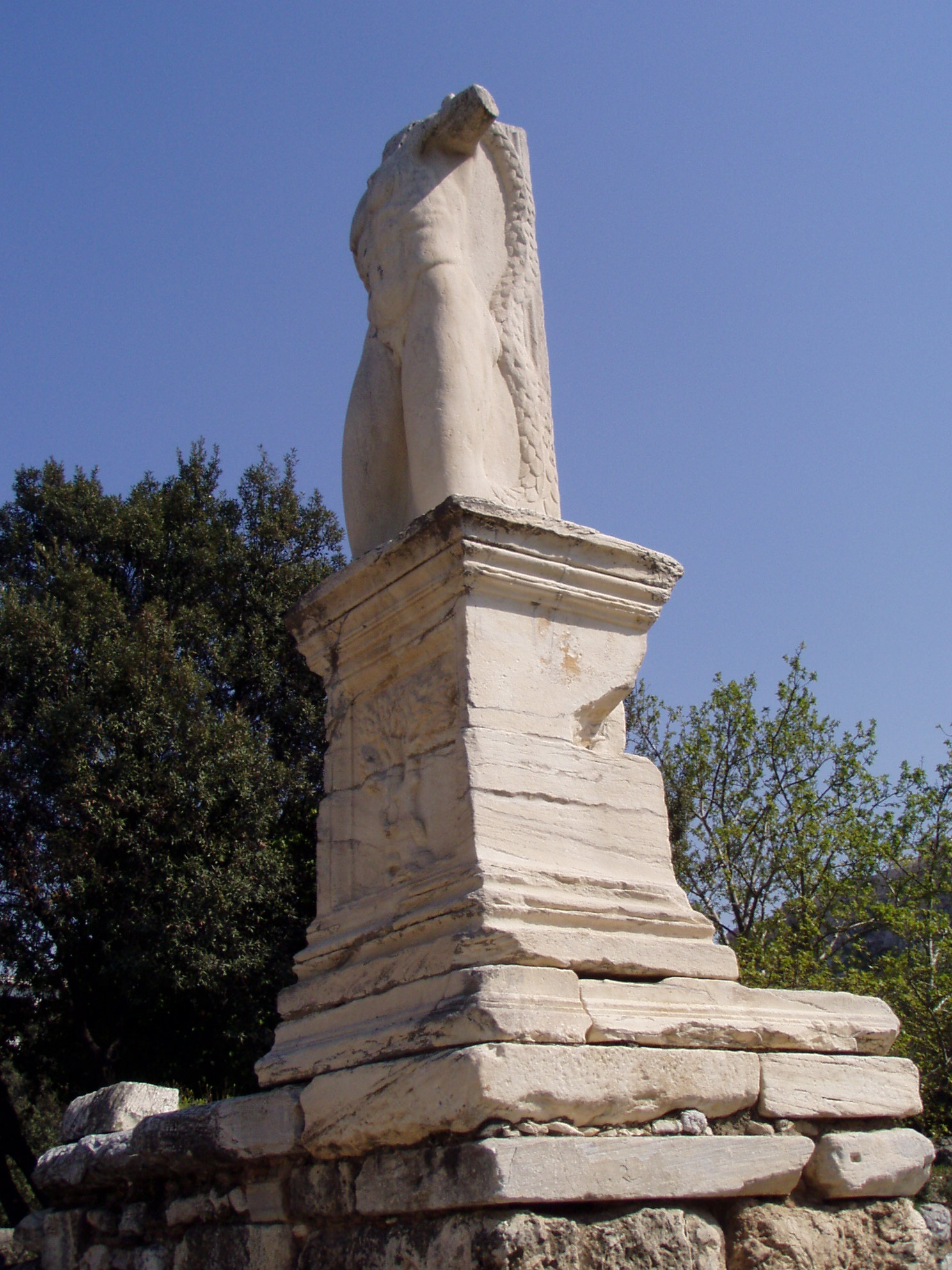
... i gigant.
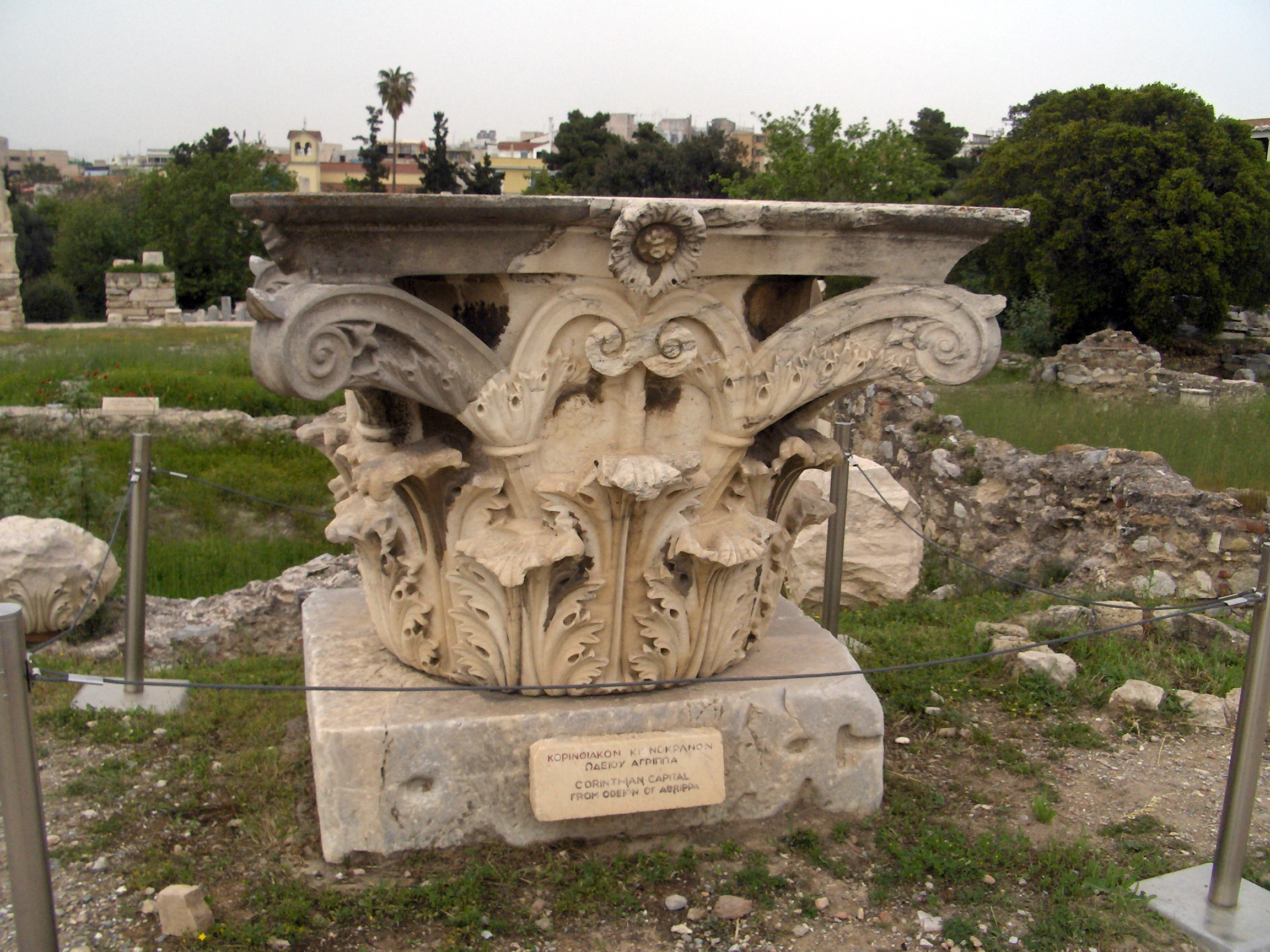
Kapitel koryncki wchodzący niegdyś w skład konstrukcji odeonu.